# Théâtre de la Sinne

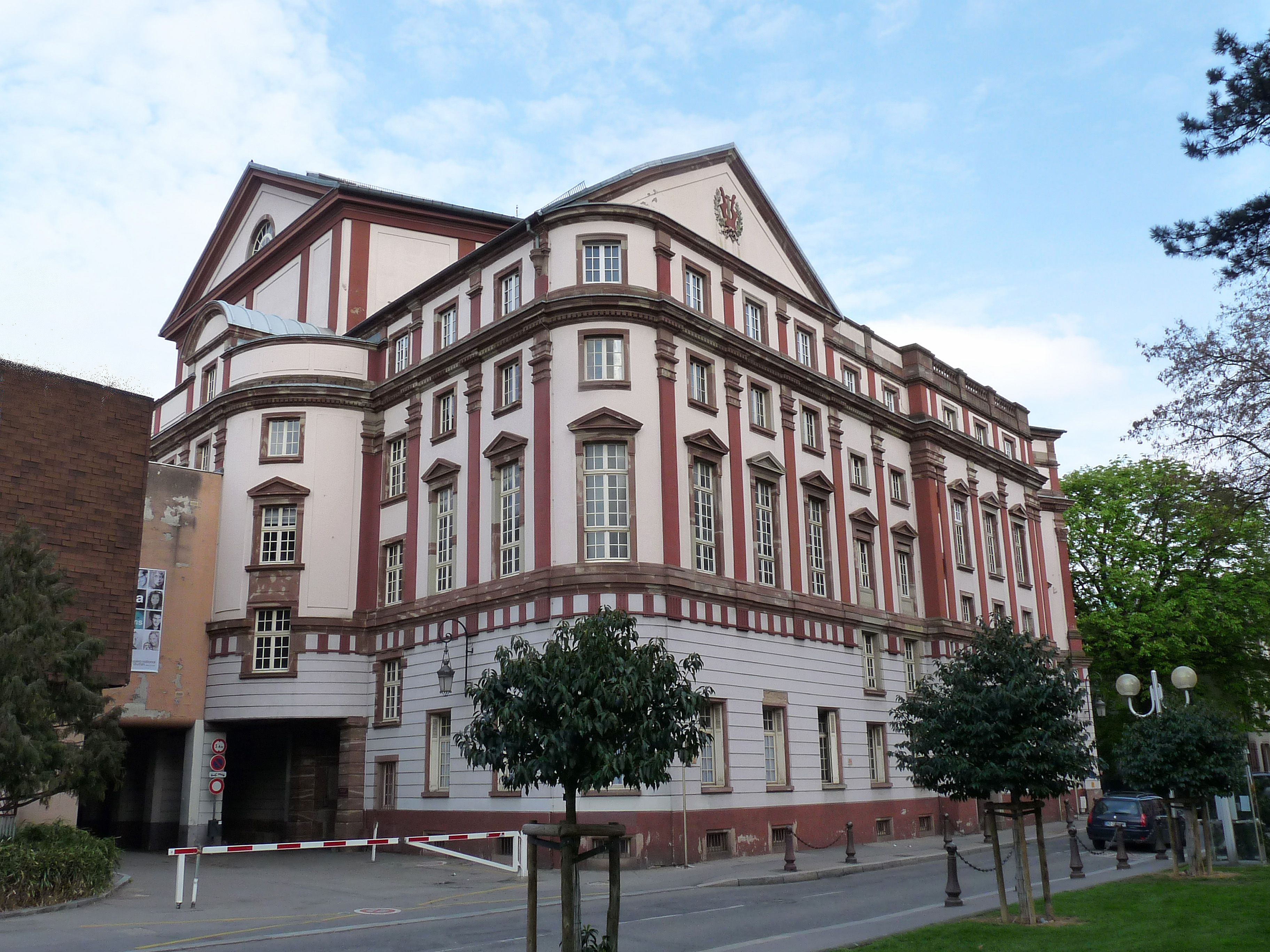
Théâtre de la Sinne

Das Théâtre de la Sinne  ist ein Theater in Mülhausen in Frankreich. Das Haus ist ein typisches Logentheater und hat 815 Plätze. Es befindet sich an der Ecke Rue de la Sinne und dem Parc Steinbach. Zum Programm des Hauses zählen Boulevardtheater, Oper und Ballett, Konzerte (Orchestre symphonique de Mulhouse) sowie das Théâtre jeune public.

## Geschichte
1868 wurde ein neues Theatergebäude in Mulhouse eröffnet. Die Pläne dazu waren wahrscheinlich von dem Schweizer Architekten  Friedrich Ludwig von Lütte (Zuschreibung), die Innenausstattung von Henri Philistre.
Nach der Übernahme des Gebietes durch das Deutsche Reich wurde das Theater am 15. September 1872 mit der Oper Don Giovanni von Mozart wiedereröffnet. Es war zunächst mit den Stadttheatern in Straßburg, Colmar und Metz organisatorisch verbunden. Aufgeführt wurden nun vor allem deutsche Theaterstücke, sowie Opern, Operetten und Konzerte. 1876 übernahm die Stadt das Theater.
1904 gab es Um- und Erweiterungsbauten, 1911 wurde eine neue Bühne eingebaut.
Seit 1919 gehörte die Stadt Mulhouse wieder zu Frankreich. Zwischen 1976 und 1988 gab es einige Modernisierungsarbeiten in dem Gebäude.
Im Théâtre de la Sinne werden Theaterstücke, Opern, Konzerte des städtischen Sinfonieorchesters und des Konservatoriums, Vorstellungen des Ballet du Rhin und weitere Veranstaltungen angeboten.

## Opéra National du Rhin
Das Théâtre de la Sinne ist eine der Spielstätten der Opéra national du Rhin, ein interkommunaler Zweckverband, der von den Städten Straßburg, Mülhausen und Colmar verwaltet wird. Künstlerischer Schwerpunkt von Mülhausen ist das Ballett (Centre chorégraphique national). Präsentiert werden sowohl klassische Stücke und Inszenierungen als auch zeitgenössische Neuinterpretationen. Das Ballett hat mit vielen bekannten internationalen Choreografen zusammengearbeitet, Maguy Marin und Thierry Malandain (* 1959) hatten hier ihr Debüt.